# Vankleek Hill

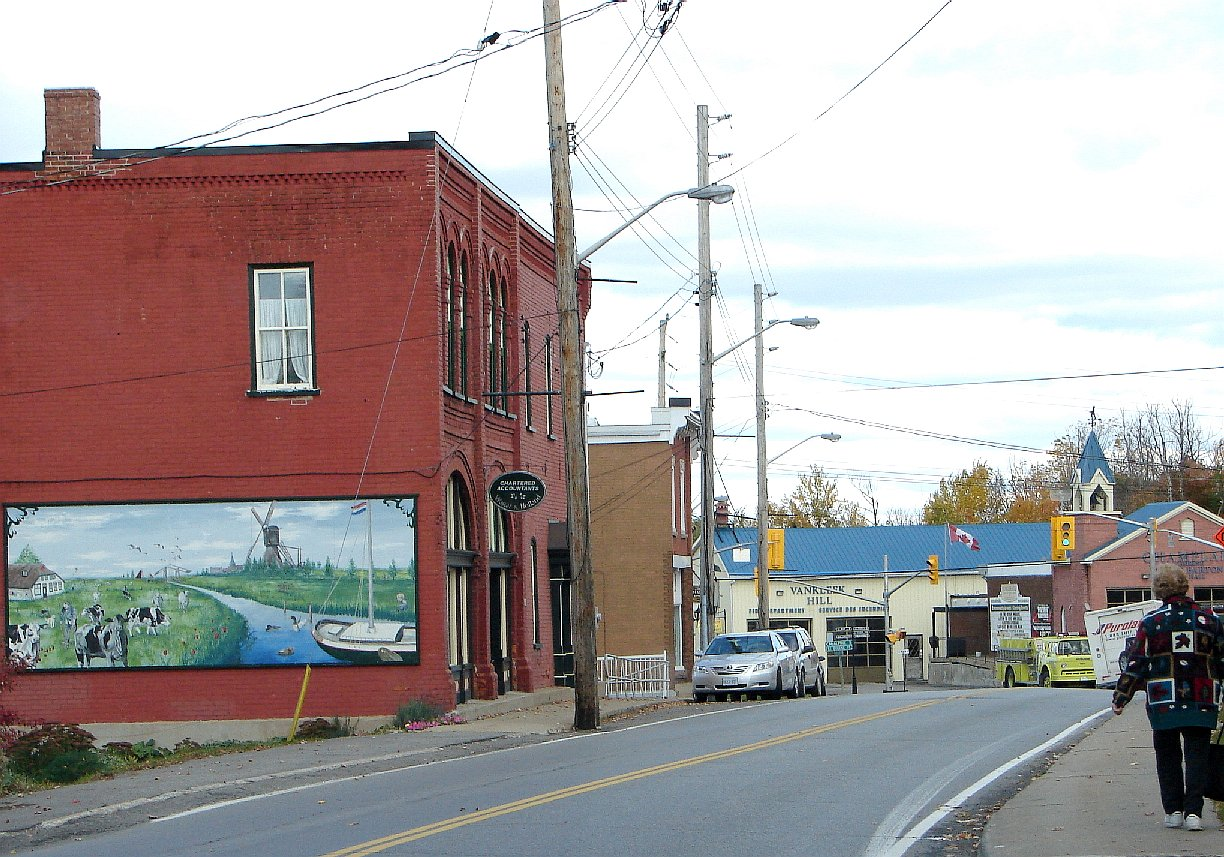
Vankleek Hill

Vankleek Hill è una comunità nel comune di Champlain nell'Ontario orientale, situata 94 chilometri (58 miglia) a est del centro di Ottawa.
Questa comunità, basata sull'agricoltura, divenne una fiorente comunità nel 1890 e conserva ancora oggi molti degli edifici e delle strutture presenti allora. Ciò fa di Vankleek Hill la capitale per l'Ontario dei gingerbread (i merletti in legno sulla grondaia del tetto, sulle verande e su qualsiasi altro elemento sporgente della facciata).
La città prese il nome da Simeon Vankleek, un lealista britannico, che vi si stabilì verso la fine del XVIII secolo. I parenti riferiscono di aver lasciato la sua fattoria nel Poughkeepsie, nella zona di New York, per paura dei soldati della guerra rivoluzionaria. Salì sul cavallo e cavalcò il più possibile finché non arrivò a quella che doveva essere la collina di Vankleek, dove il cavallo cadde morto.
La città ha una popolazione di 1.996 e il giornale locale è The Review.
La squadra di hockey locale è la "Vankleek Hill Cougars". Vankleek Hill partecipa anche a una lega di calcio, la Champlain Soccer League, e prende parte alla Glengarry Soccer League. C'è anche una lega di hockey competitiva per ragazze e donne chiamata Hawkesbury / Champlain Girls Hockey Association.
Vankleek Hill è attualmente sede di un orto comunitario, che ha due acri di prodotti coltivati biologicamente raccolti da residenti a pochi passi da Main Street.
La città ha un semaforo, un campo da golf a nove buche, un campo pratica da golf, parchi, un'arena e un terreno fieristico.
La città è la sede di Beau's All Natural Brewing Company, un premiato birrificio artigianale che fornisce pub, ristoranti e venditori in tutto il Canada.